# 743 Еегенізіс
743 Еегенізіс (743 Eugenisis) — астероїд головного поясу, відкритий 25 лютого 1913 року.
Тіссеранів параметр щодо Юпітера — 3,320.